# Eupeodes nuba
Eupeodes nuba är en tvåvingeart som först beskrevs av Christian Rudolph Wilhelm Wiedemann 1830.  Eupeodes nuba ingår i släktet fältblomflugor, och familjen blomflugor. Inga underarter finns listade i Catalogue of Life.